# Schatten der Schuld
Schatten der Schuld (Originaltitel: Mother Night) ist ein US-amerikanisches Kriegsdrama aus dem Jahr 1996. Regie führte Keith Gordon, das Drehbuch schrieb Robert B. Weide anhand des Romans Mother Night von Kurt Vonnegut aus dem Jahr 1961.

## Handlung
Der US-Amerikaner Howard Campbell ist in Israel in Haft. In Rückblenden wird gezeigt, wie es dazu kam.
Campbell siedelt als Kind nach Deutschland über, wo sein Vater geschäftlich zu tun hat. Er wird Schriftsteller, heiratet Helga Noth und bleibt im Land, obwohl sein Vater in die Vereinigten Staaten zurückkehrt. Der US-Major Frank Wirtanen schlägt Campbell vor, für den Geheimdienst zu arbeiten, was dieser zunächst ablehnt. Mit Beginn des Zweiten Weltkriegs arbeitet Campbell für die Propaganda der Nazis und er tritt im Radio auf. Gleichzeitig übermittelt er den Amerikanern Nachrichten. Seine Frau reist im Rahmen der Truppenunterhaltung an die Ostfront und gilt nach einem Angriff der Roten Armee als verschollen. Helgas Schwester Resi Noth trifft Campbell und offenbart ihm, dass sie in ihn verliebt sei.
Campbell wird von den Amerikanern inhaftiert, die ihm die Leichen der Opfer der Nazis zeigen. Wirtanen erwirkt seine Freilassung und hilft ihm bei der Übersiedlung nach New York. Campbell reist später nach Moskau und erhält die Nachricht, dass seine Frau leben soll. Es stellt sich heraus, dass Resi die Identität ihrer Schwester angenommen hat. Sie begeht nach einem Treffen mit Campbell Selbstmord.
Campbell stellt sich den Israelis und verbringt einige Zeit mit Adolf Eichmann in einer Zelle. Am Ende sieht man, dass er Vorbereitungen trifft, sich zu erhängen.

## Kritiken
Roger Ebert schrieb in der Chicago Sun-Times vom 15. November 1996, der Film veranschauliche, dass die meisten Menschen die Sicht des Landes teilen würden, in dem sie aufgewachsen sind. Er sei jedoch nicht wirklich wirkungsvoll und verliere sich im Karikieren der Figuren, die Campbell nach dem Krieg trifft. Er wirke wie Notizen für einen unfertigen Vortrag („notes for a lecture that is not completed“).
Die Zeitschrift Cinema schrieb, der Film zeige einen „US-Spion und Nazi-Kollaborateur, der nach moralischer Integrität“ suche. Die Darsteller seien gut, aber die Inszenierung erscheine als „sehr zäh“. Dem Film fehle es „an Stilsicherheit und am beißenden Zynismus der Vorlage“, deren Komplexität er „nicht ganz gerecht“ würde.

## Hintergründe
Der Film wurde in Montreal gedreht. Die Produktionskosten betrugen Schätzungen zufolge 5,5 Millionen US-Dollar. Der Film spielte in den US-Kinos rd. 392.000 US-Dollar ein. Weltpremiere hatte er am 14. August 1996 auf dem World Film Festival in Montreal.